# トリパミド
トリパミド(tripamide)は、チアジド系利尿薬類似の高血圧治療薬。製品名は「ノルモナール」(エーザイ製造販売)。

## 特徴
- ヒドロクロロチアジドと比べ、カリウム排泄が少なく[1]、血糖への影響が少ない[2]

## 効能・効果
- 本態性高血圧症

## 用法・用量
- 1回15mgを1日1～2回(朝食後又は朝・昼食後)経口投与。年齢・症状により適宜増減する。

## 副作用
- 低ナトリウム血症
- 低カリウム血症

## 合成

トリパミド合成:

Diels-Alderにより cyclopentadiene および マレイミド (1)を還元する。す。 産物(2)の ニトロソピペラ グループ 3のうちヒドラジン(4)を還元する。経路5 を通じてトリパミド(6)とする。